# Il dilemma di Drizzt
Il dilemma di Drizzt (Homeland) è un romanzo fantasy del 1990 dello scrittore statunitense R. A. Salvatore, primo capitolo della Trilogia degli elfi scuri, dal nome dell'immaginaria razza del protagonista delle vicende narrate, ambientata nell'universo dei Forgotten Realms. Narra le vicende che circondano l'infanzia di Drizzt Do'Urden, nobile elfo scuro (drow) di Menzoberranzan.
Il romanzo è stato tradotto per la prima volta in italiano nel 1992. 

## Trama
(Drizzt Do'Urden)
La società sotterranea di Menzoberranzan (sede di ventimila elfi scuri) è crudele e spietata. Gestita da un consiglio dominante formato dalle matrone madri delle otto case più potenti della città è teatro di continue lotte di potere estremamente sanguinose in onore dell'infame dea ragno Lolth.
La vicenda inizia appunto con la distruzione di Casa DeVir del consiglio dominante da parte di casa Do'Urden fino ad allora decima come importanza. Durante l'assalto, matrona Malice (di casa Do'Urden) dà alla luce il suo terzogenito Drizzt. In procinto di sacrificarlo alla dea ragno viene fermata dalla morte del suo primogenito decidendo così di lasciarlo in vita.
Addestrato all'uso delle armi dal suo maestro, padre e amico Zaknafein, Drizzt conserva un'innocenza estranea alla spietata società in cui vive che lo porterà sempre più ad isolarsi per conservare la propria identità. Coinvolto suo malgrado nei desideri di ascesa sociale della madre dovrà affrontare minacce continue da parte della quinta casa dominante che vede l'ormai nona casa Do'Urden come un nemico troppo pericoloso, e l'ultimo membro di casa DeVir, scampato fortuitamente dalla distruzione della sua casa.

## Edizioni
- R. A. Salvatore, Il dilemma di Drizzt, Eco, 1998,  p. 328, ISBN 978-88-8113-049-8.
- R. A. Salvatore, Il dilemma di Drizzt, traduzione di Nicoletta Spagnol, Armenia, 2001,  p. 288, ISBN 978-88-8288-183-2.
- R. A. Salvatore, Il dilemma di Drizzt, traduzione di Delle Rupi F., Twenty Five Edition, 2007,  p. 142, ISBN 978-88-344-1196-4.
- R. A. Salvatore, Il Buio Profondo - La leggenda di Drizzt 1, traduzione di Nicoletta Spagnol, Armenia, 2018, pp. 306, ISBN 978-88-344-3221-1